# François-Louis David Bocion

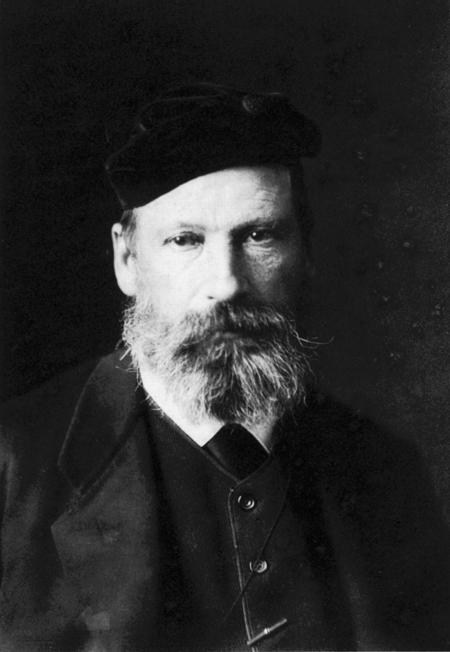
Fotografía de François Bocion

François-Louis David Bocion (Lausana, 30 de marzo de 1828 - Lausana, 13 de diciembre de 1890) fue un artista, pintor y profesor de dibujo suizo. Esencialmente paisajista, sus obras tienen puntos en común con las de los impresionistas, los paisajistas lioneses o Eugène Boudin.

## Biografía
Hijo del carpintero Henri-Louis Bocion y de Suzanne-Catherine Matthey-Doret, la pareja tuvo cinco hijos, de los cuales él fue el menor. Después de la muerte de su padre, su madre tuvo grandes dificultades financieras. François Bocion fue colocado en 1838 con su abuelo materno, en Montreux. Allí asistió a la escuela primaria y perdió a su abuelo en 1840. Sus padres lo recibieron de nuevo en Vevey, donde completó sus estudios. Asistió a la escuela secundaria y se unió al cuerpo de cadetes en 1843. 
Bocion conoció el dibujo gracias a Christian-Gottlieb Steinlen y luego a François Bonnet. En París, desde 1846, asistió a los talleres de Louis-Aimé Grosclaude y Charles Gleyre en la Escuela de Bellas Artes de París. Estableció amistad con Gustave Courbet y los estudiantes francófonos de Gleyre.
Aquejado de fiebre tifoidea, regresó a Lausana en la primavera de 1847. El 23 de junio de 1859 se casó en Zúrich con Anna-Barbara Furrer con quien tuvo nueve hijos, cinco de los cuales murieron siendo jóvenes. 
Murió en su villa de Ouchy el 12 de diciembre de 1890.

## Trayectoria artística
François Bocion aparece por primera vez en una exposición de la Sociedad Suiza de Bellas Artes con un cuadro en el que ya aparece el tema del lago. Fue profesor de dibujo en la Escuela Industrial de Lausana (1849-1890), y en 1849 diseñó el uniforme de los alumnos de la escuela. En 1851 fue nombrado subdirector de la escuela cantonal de dibujo por un año. 
Realizó numerosas caricaturas para el periódico La Guêpe de Lausana de 1851 a 1854. De 1848 a 1858 viajó a Italia, en particular a Roma, Nápoles, San Remo, Florencia y Venecia. Su cuadro Venecia fue adquirido por el Cantón de Vaud y se conserva en la sala de lectura del Consejo de Estado. Entre sus alumnos se encuentran dos nativos de Lausana, Théophile Steinlen y Eugène Grasset, a quienes se animó a continuar su aprendizaje ingresando en la comunidad artística de París.
François Bocion realizó dos viajes a París, en 1855 y 1859, y en 1859 ganó un primer premio de paisaje histórico con La batalla de Morgarten. 

Participó en numerosas exposiciones en Suiza y en el extranjero y ganó la medalla de bronce en la Exposición Universal de Viena en 1873. Realizó breves estancias en San Remo y Venecia entre 1879 y 1883. Fue miembro de la Comisión Federal de Bellas Artes de 1888 a 1890. 
- Datos: Q672079
- Multimedia: François Bocion / Q672079